# Orde Mequitarista
L'Orde Mequitarista, en llatí: Ordo Mechitaristarum, Monachorum Armenorum sub Regula Sancti Benedicti (en armeni Մխիթարեան), és un orde monàstic catòlic, fundat enl 1700 pel monjo armeni Mequitar. Els mequitaristes posposen al seu nom les sigles C.A.M.; entre 1773 i 2000, els monjos de la branca vienesa de l'orde usaren les sigles C.M.V.

## Història
L'orde fou fundat per Mequitar (1676–1749), monjo ortodox armeni de Sant Antoni Abat, que insatisfet per la vida monàstica armènia del moment, basada en el respecte al passat i la inhibició envers la situació política i religiosa (Armènia era llavors part de l'Imperi Otomà), vol anar més enllà. A més, Mequitar trobava que la separació de les esglésies catòlica romana i armènia (formalment monofisita, però més per raons històriques que no pas teològiques) era perjudicial i va intentar tota la seva vida la reunificació de les dues confessions. En 1691 coneix el cristianisme occidental a través d'un missioner jesuïta, potser Jacques Villote, que predica el catolicisme.
Després d'una estada d'estudis a Roma i de treballar com a rector, el 1700 va a Constantinoble i reuneix entorn seu una desena de deixebles. Formalment, es converteix al catolicisme i comença la vida en comunitat amb setze companys: vol fundar un orde religiós de predicadors per catequitzar i educar la població armènia, mitjançant la predicació i les publicacions. Dona així origen al que seria conegut com a Orde Mequitarista; formalment, l'orde es constitueix el 8 de setembre de 1701, quan el consagra a Déu amb la protecció de la Mare de Déu.

### Aprovació per l'Església Catòlica
Entren en conflicte amb l'església ortodoxa i, alhora, amb els musulmans, i en 1703 la comunitat marxa i es refugia a Morea (Modone, Peloponès), llavors possessió de la República de Venècia. En 1705, la comunitat presenta al papa Climent XI la petició d'aprovació de l'orde per l'Església Catòlica Romana; Mequitar demana l'aprovació dient:
| « | L'objectiu de les nostres constitucions és aquest: sobretot conservar la forma del monaquisme que hem pres dels armenis, tal com la conserven els monjos armenis, però no sense els tres vots, que són essencials a l'estat religiós. | » |

Als tres vots de castedat, pobresa i obediència, Mequitar hi afegí un quart: l'apostolat fins a l'efusió de la sang. Els membres de l'orde, a més, estaven obligats a ésser armenis, com a mínim per part d'un dels seus pares. El primer monestir es construeix a Morea en 1706, i la comunitat serà acceptada ad experimentum en 1711 amb el nom de Congregació Reformada dels Monjos Armenis de Sant Antoni; la Santa Seu volia, però, que la congregació s'adherís a una regla o família monàstica ja existent: o les que seguissin la Regla de Sant Basili o les de la família benedictina, i Mequitar trià posar-se sota la Regla de Sant Benet, més afí a la seva idea de monaquisme.
A Morea, Mequitar entrà en contacte amb personalitats venecianes com Alvise Sebastiano Mocenigo, almirall i futur dux de Venècia, i Angelo Emo, el governador. El primer el convidarà, en 1715, a traslladar l'orde a Venècia; s'hi instal·len, a l'església de San Martino, i en 1717 marxen a l'illa de San Lazzaro, que rebrà el nom de San Lazzaro degli Armeni. Mequitar hi edificà un monestir i des d'ell, l'orde formà i envià sacerdots per servir les comunitats armènies del Pròxim Orient; continua essent avui la seu de l'orde.
En morir Mequitar en 1749, l'orde està ja consolidat i el succeeix Stephanos Melkonian, superior fins al 1800. Els monjos continuen la tasca imposada pel fundador d'estudi, edició, traducció i publicació, amb una impremta pròpia, dels antics escrits religiosos armenis, a més de la traducció a l'armeni d'obres clàssiques tant cristianes com paganes, fent que l'orde tingués un paper fonamental en la conservació, recuperació i renaixement de la llengua i la literatura armènies.

### Escissió i reunificació
L'orde s'enriqueix pels llegats i donacions dels fidels. Les tensions internes, però, provocades pel comportament de l'abat Melkhonian, fan que en 1772 l'orde s'escindeixi: mentre que part de la comunitat roman a Venècia, una altra part elegeix un nou abat i en marxa per instal·lar-se a Trieste, on són acollits per les autoritats del Sacre Imperi Romanogermànic. Finalment, el 1810 marxen a Viena on hi haurà la seu de la branca escindida, anomenada Congregatio Mechitarista Vindobonensis (Congregació Mequitarista de Viena). Les dues branques tingueren activitats similars (la branca vienesa també hi estableix una impremta), tot i que la vienesa s'allunyà més de les posicions teològiques i canòniques de la Cúria Romana. El 2000, les dues branques es reunificaren.
En 1810, els mequitaristes foren l'únic orde monàstic exempt de l'abolició decretada per Napoleó I. En 1816, el monestir de San Lazzaro fou visitat per Lord Byron, que, admirat per la seva biblioteca i activitat, hi comença a estudiar l'armeni. S'obrí un convent i col·legi de laics a Pàdua i en 1846, arran d'un llegat, un altre a París. A més, s'establiren unes catorze cases al llarg del segle xix a Àustria-Hongria, Rússia, Pèrsia i Turquia, on hi havia, en començar el segle xx, uns 150 monjos.

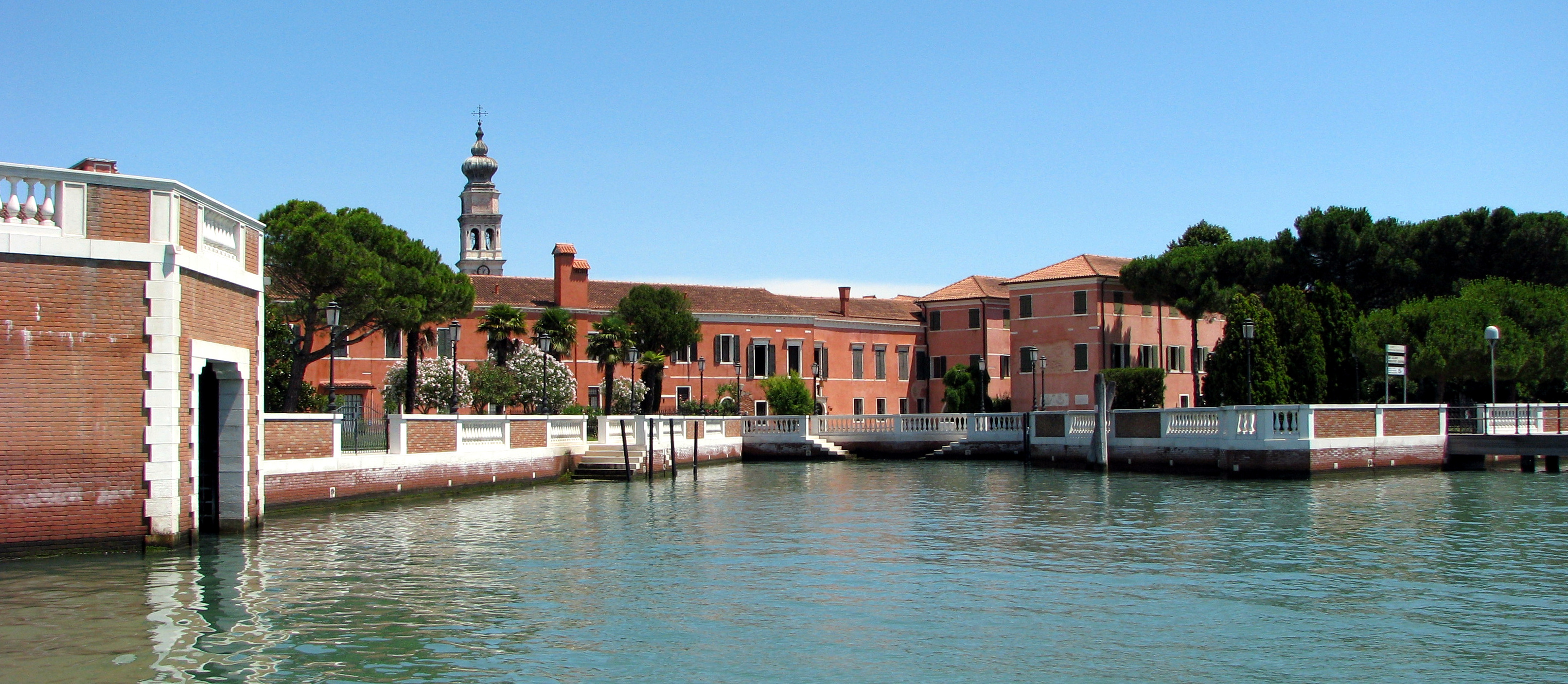
San Lazzaro degli Armeni, a Venència
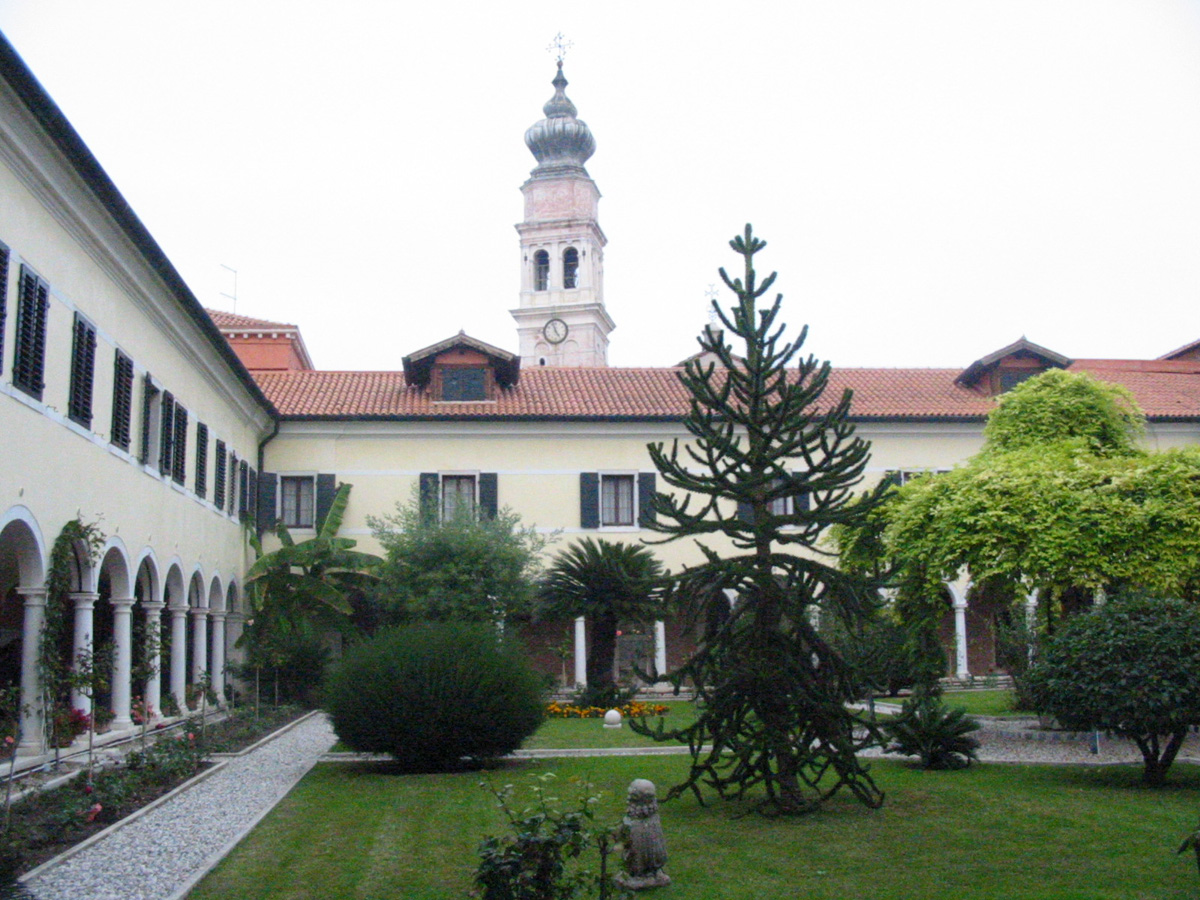
Claustro de San Lazzaro
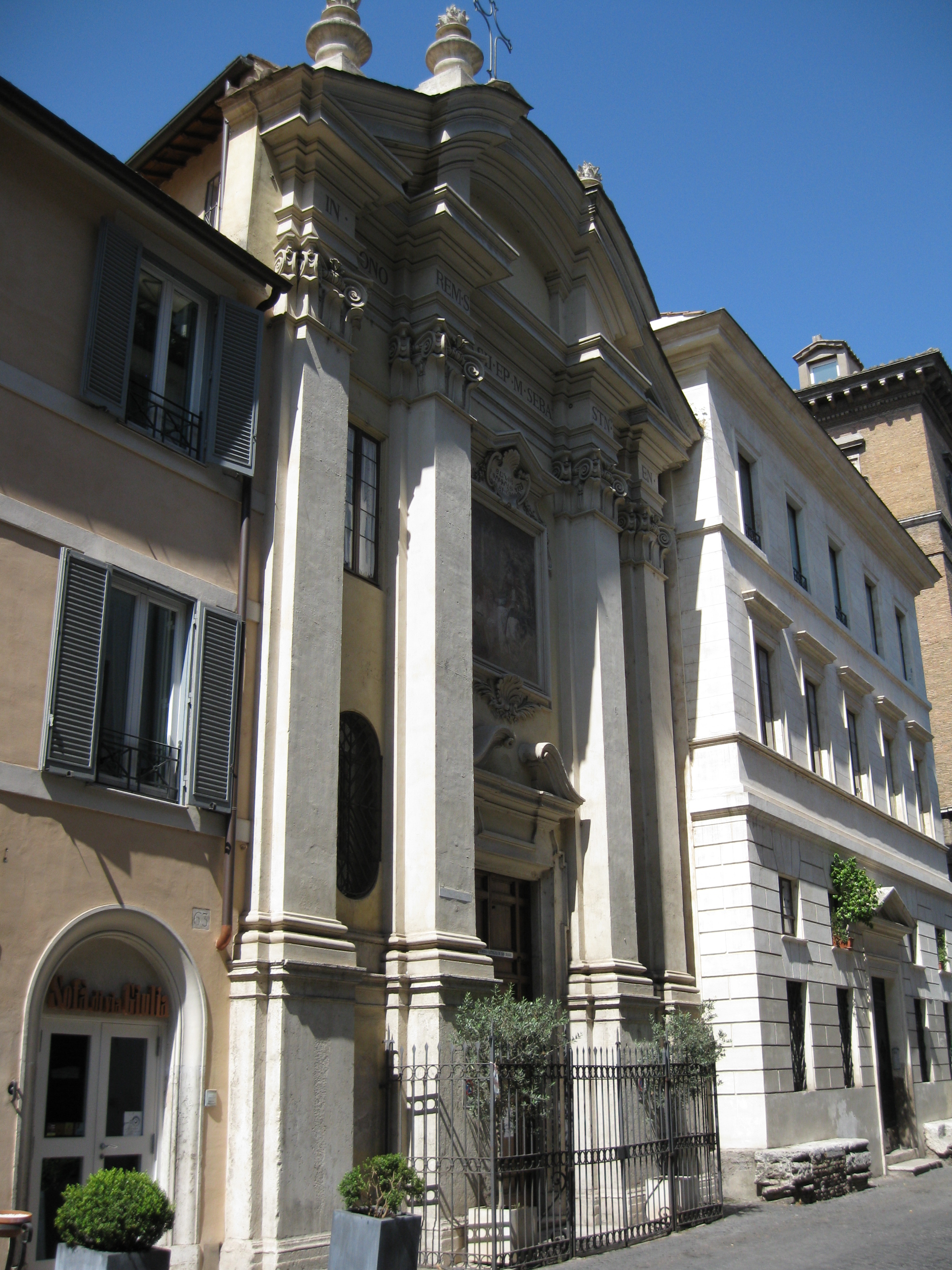
San Biagio degli Armeni (Roma)
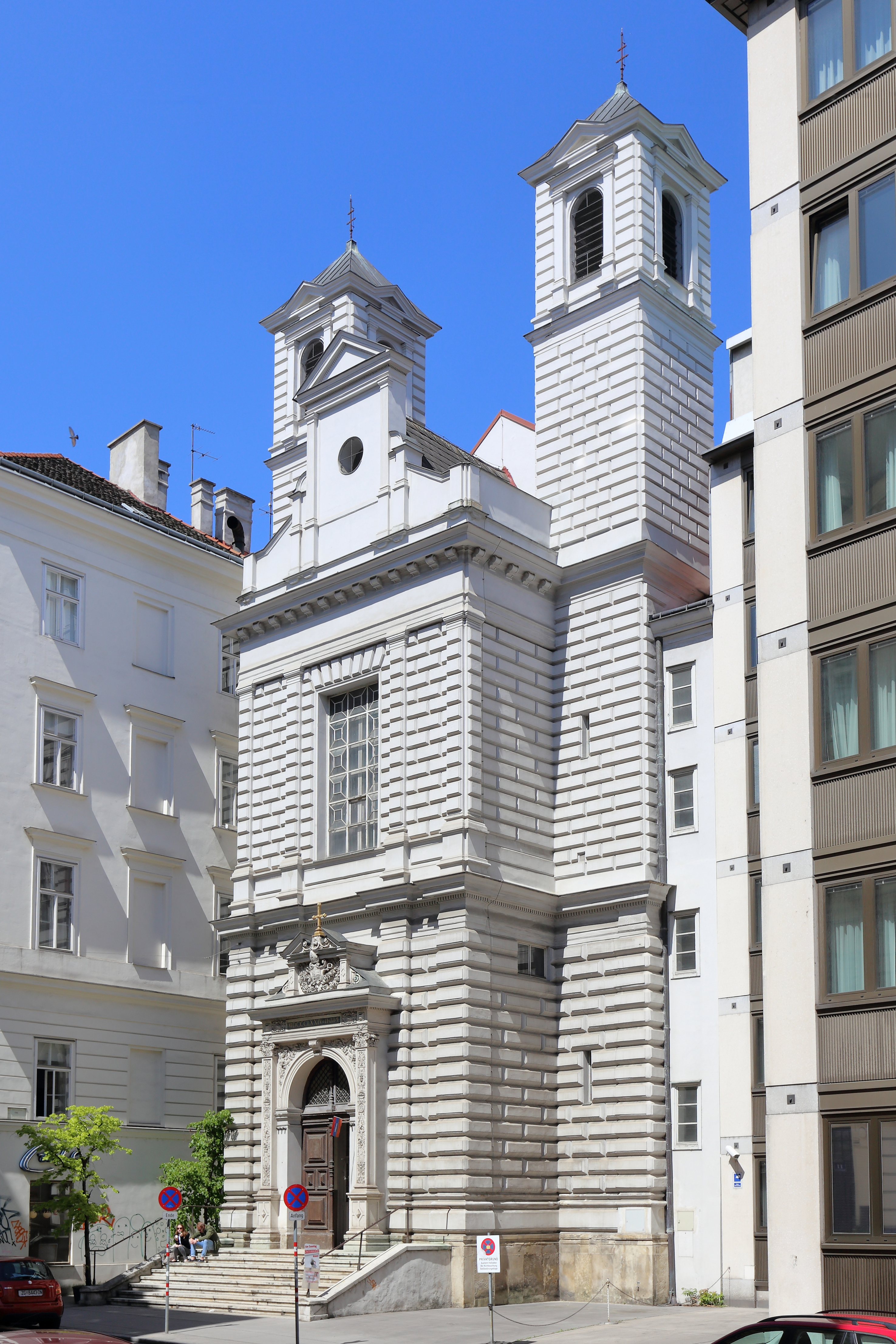
Casa de la Congregació Mequitarista de Viena
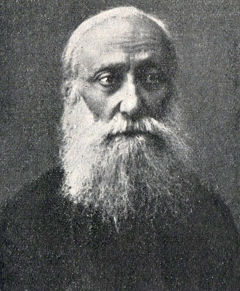
Hayr Ghevond Alishan, monjo i literat armeni a Venècia

## Activitat i difusió
Els mequitaristes formen un orde afiliat a l'Orde de Sant Benet, dedicat als objectius proposats pel seu fundador: l'estudi i edició de les obres patrístiques de la tradició religiosa armènia, i la traducció a l'armeni d'obres en altres llengües, com el grec o siríac; la publicació d'obres en armeni per a l'educació, tant laica com religiosa, dels armenis, que tingué una importància capital fins al segle xx; l'ensenyament en escoles, de les quals es mantenen quatre: a Istanbul (Pangaltı Ermeni İlköğretim Okulu ve Lisesi, 1825), Beirut (1930), Buenos Aires (1956) i Los Angeles (1979); i l'apostolat missioner catòlic a Armènia i a les comunitats armènies arreu. Un altres dels seus objectius és l'ecumenisme i la reunificació de les esglésies catòliques i ortodoxes.
En 2002, l'orde únic tenia 10 monestirs i 35 monjos, 28 dels quals són sacerdots.

### Paper en les lletres armènies
Un dels objectius del fundador fou millorar la catequesi i l'educació dels armenis mitjançant els escrits, a més de recuperar l'antiga literatura armènia, que datava dels segles iv i v i els manuscrits de la qual restaven inèdits i abandonats. Mequitar vol difondre la tradició cristiana armènia amb l'edició en armeni dels textos i la seva traducció a llengües occidentals. També vol donar a conèixer entre els armenis els grans clàssics espirituals cristians.
Entre les primeres publicacions hi ha les traduccions de Mequitar a l'armeni de la Imitatio Christi i la Bíblia, i la tasca de traducció es mantindrà durant els segles següents, amb obres dels Pares de l'Església, sant Tomàs d'Aquino, etc., i obres clàssiques paganes com les d'Homer i Virgili i els grans poetes i historiadors de la tradició clàssica. A San Lazzaro s'instal·là una impremta d'on sortiren la majoria de les publicacions en armeni, i es configurà una biblioteca amb una gran col·lecció de manuscrits i impresos, que es convertí en la més important biblioteca armènia del món.
La branca vienesa va tenir una associació per a la difusió d'alguns d'aquests llibres, que va arribar a distribuir un milió de volums i que publicava sis obres noves l'any. Aquesta branca començà els estudis d'exegesi i de litúrgia, com també els de la història eclesiàstica armènia. D'aquesta manera, llibres, obres de devoció, revistes, bíblies, mapes, diccionaris i obres per a l'educació popular i erudita foren publicades per ésser distribuïdes a Armènia i entre els armenis d'arreu, fent possible el manteniment de la cultura escrita armènia.b
A banda, aquesta tasca aconseguí conservar i difondre obres perdudes dels Pares de l'Església, només conservades en manuscrits armenis i desconegudes fins llavors, com les cartes d'Ignasi d'Antioquia, obres d'Efraïm de Síria o versions completes de la història d'Eusebi de Cesarea. El mequitarista Pascal Aucher (Harut'iwn Awgerian, 1774-1855) fou un dels grans filòlegs en aquest camp, i traduí a l'armeni obres com el Paradise lost de John Milton (1824).

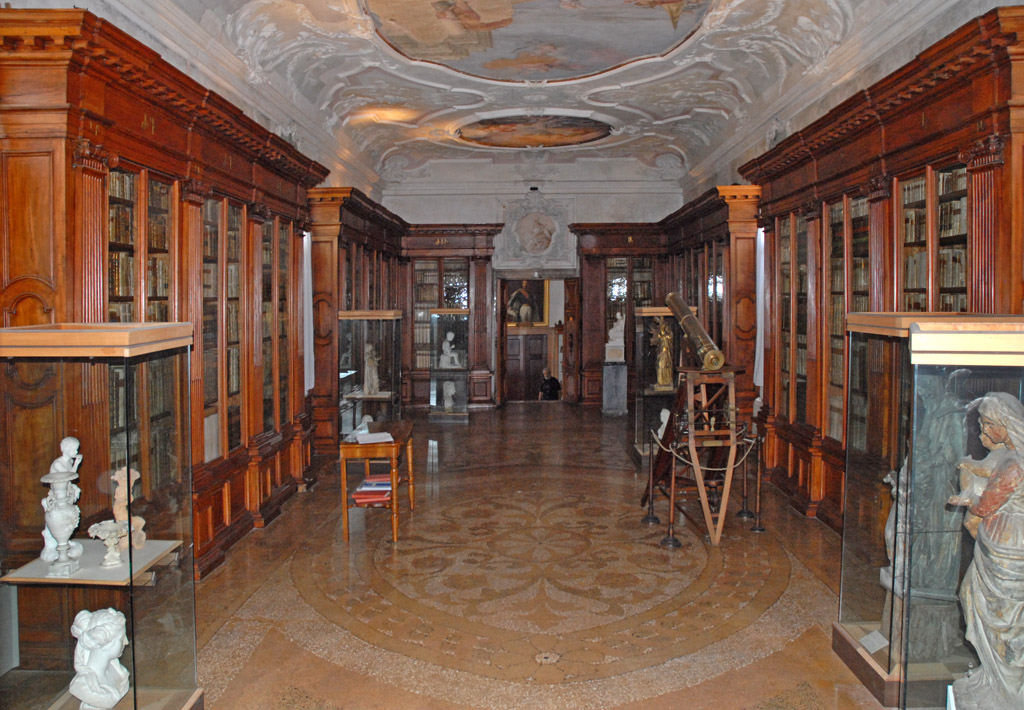
Biblioteca i museu mequitarista de Venècia
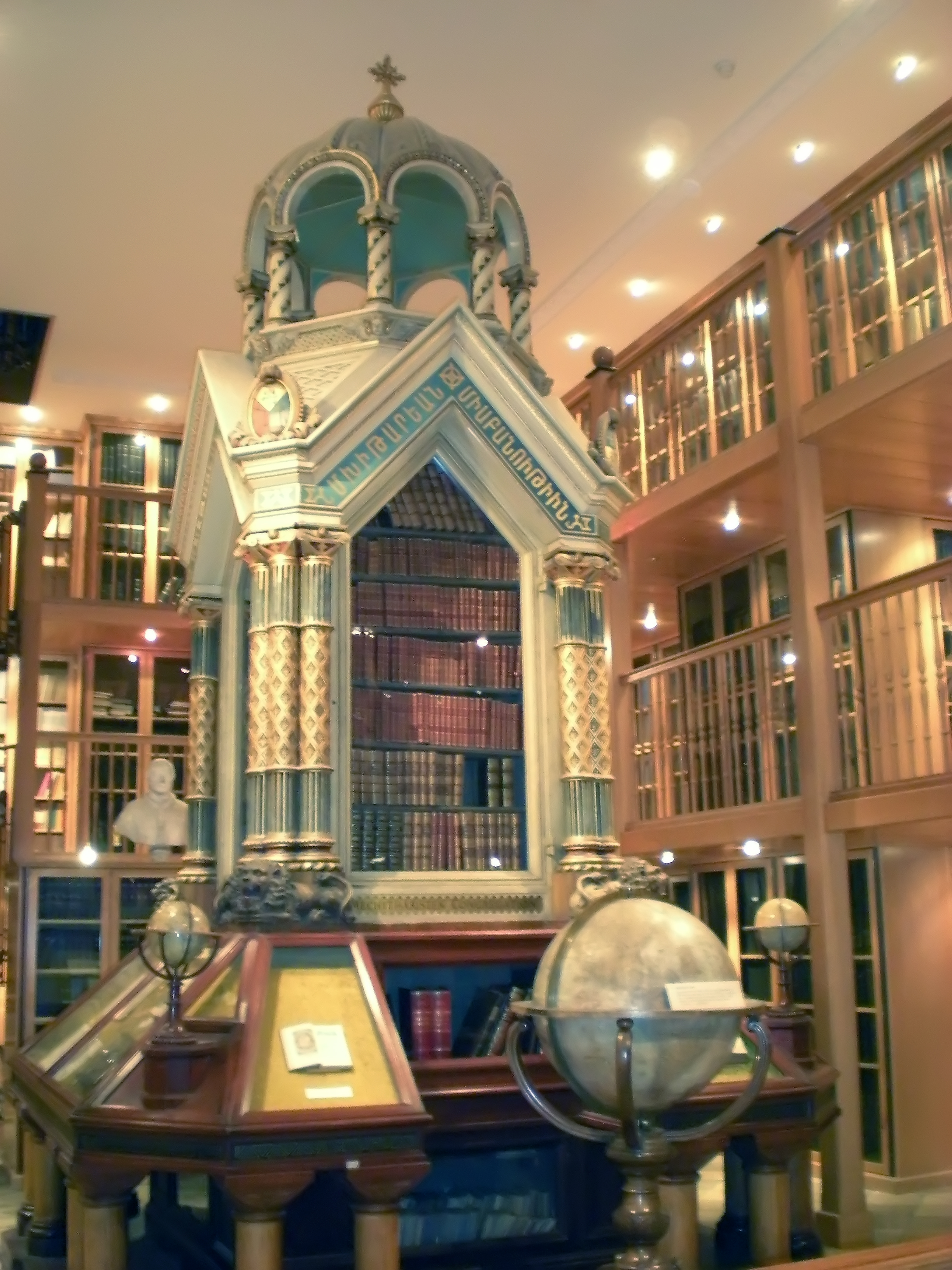
Biblioteca dels mequitaristes de Viena
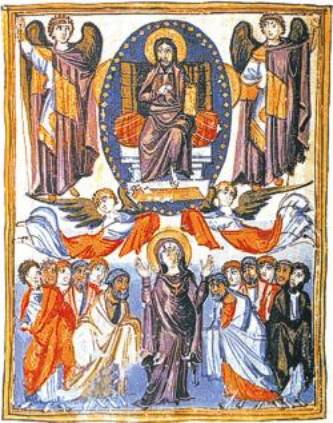
Evangeli del rei Mike, 862, còdex de la biblioteca mequitarista de San Lazzaro
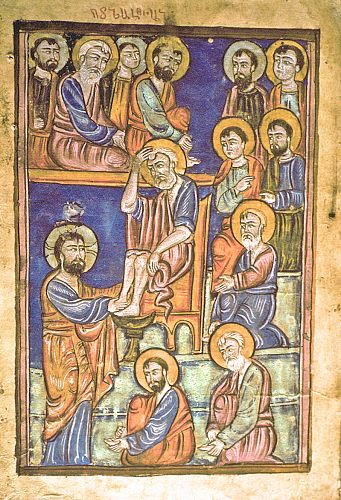
Evangeli armeni de 1470, a San Lazzaro
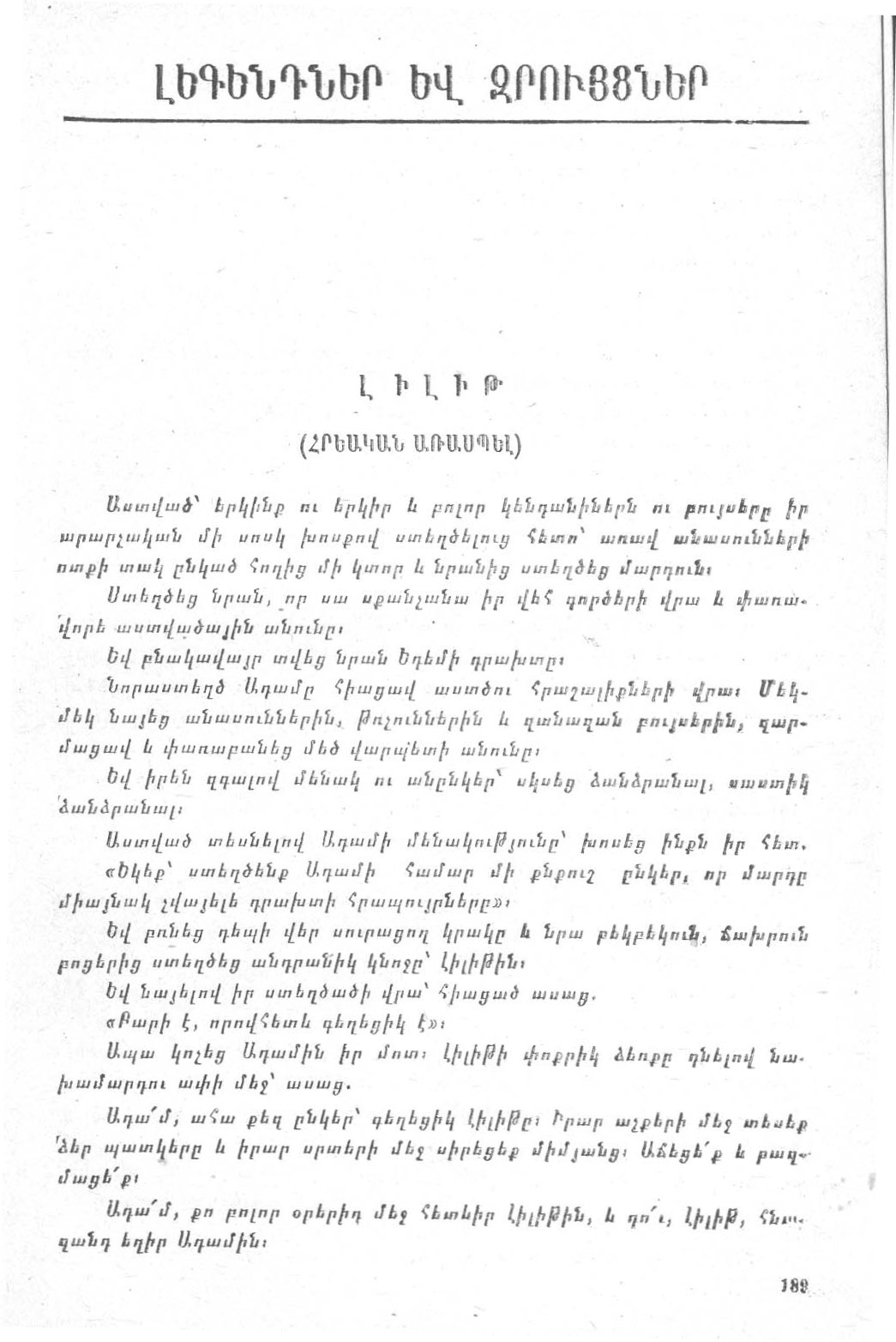
Text armeni publicat a Venècia, 1921 (Lilit d'Avetiq Isahakyan)